# Явански язовец
Яванският язовец (Mydaus javanensis) е вид бозайник от семейство Скунксови (Mephitidae).

## Разпространение и местообитание
Разпространен е в Индонезия и Малайзия.